# Nsutita
La nsutita és un mineral de la classe dels òxids, que pertany al grup de la ramsdel·lita. Rep el nom de la mina Nsuta, a Ghana, on va ser trobada per primera vegada.

## Característiques
La nsutita és un òxid de fórmula química (Mn4+,Mn2+)(O,OH)₂. Cristal·litza en el sistema hexagonal. La seva duresa a l'escala de Mohs es troba entre 6,5 i 8.
Segons la classificació de Nickel-Strunz, la nsutita pertany a «04.DB - Metall:Oxigen = 1:2 i similars, amb cations de mida mitjana; cadenes que comparteixen costats d'octàedres» juntament amb els següents minerals: argutita, cassiterita, plattnerita, pirolusita, rútil, tripuhyita, tugarinovita, varlamoffita, byströmita, tapiolita-(Fe), tapiolita-(Mn), ordoñezita, akhtenskita, paramontroseïta, ramsdel·lita, scrutinyita, ishikawaïta, ixiolita, samarskita-(Y), srilankita, itriocolumbita-(Y), calciosamarskita, samarskita-(Yb), ferberita, hübnerita, sanmartinita, krasnoselskita, heftetjernita, huanzalaïta, columbita-(Fe), tantalita-(Fe), columbita-(Mn), tantalita-(Mn), columbita-(Mg), qitianlingita, magnocolumbita, tantalita-(Mg), ferrowodginita, litiotantita, litiowodginita, titanowodginita, wodginita, ferrotitanowodginita, wolframowodginita, tivanita, carmichaelita, alumotantita i biehlita.

## Formació i jaciments
Va ser descoberta a la mina Nsuta, situada a la localitat de Tarkwa, dins la Regió Occidental de Ghana. Tot i no ser una espècie gens abundant, ha estat descrita a tot el planeta a excepció de l'Antàrtida.